# Банкер Хил Вилиџ (Тексас)
Банкер Хил Вилиџ (енгл. Bunker Hill Village) град је у америчкој савезној држави Тексас. По попису становништва из 2010. у њему је живело 3.633 становника.

## Демографија
Према попису становништва из 2010. у граду је живело 3.633 становника, што је 21 (0,6%) становника мање него 2000. године.
| Група             | 2000.         | 2010.         |
| Белци             | 3.235 (88,5%) | 3.000 (82,6%) |
| Афроамериканци    | 9 (0,2%)      | 11 (0,3%)     |
| Азијати           | 236 (6,5%)    | 354 (9,7%)    |
| Хиспаноамериканци | 128 (3,5%)    | 202 (5,6%)    |
| Укупно            | 3.654         | 3.633         |